# فایست (خواننده)
فایست (انگلیسی: Feist؛ زاده ۱۳ فوریهٔ ۱۹۷۶) یک موسیقی‌دان اهل کانادا است.